# Helena av Österrike (1543–1574)
Helena av Österrike, född 1543, död 1574, var en österrikisk nunna och ärkehertiginna, dotter till kejsar Ferdinand I och Anna av Böhmen och Ungern. 
Helena beskrivs som sjuklig och på grund av hennes hälsa bedömde hennes far att hon var olämplig att giftas bort och bestämde att hon skulle bli nunna. Till skillnad från hennes äldre systrar Margareta och Magdalena valde dock inte Helena själv att bli nunna, och hon blev det inte förrän efter sin fars död 1564. 
Hon grundade år 1564, tillsammans med sina systrar Magdalena av Österrike och Margareta av Österrike, klostret Haller Damenstift i Tyrolen, och blev en av dess medlemmar.